# Вабищевичи-Плотницкие
Вабищевичи-Плотницкие (пол. Wabiszczewicz-Płotnicki) — старинный шляхетский род герба Юньчик, известный с двадцатых годов XVI века на землях бывшего Турово-Пинского княжества входящих в состав Великого Княжества Литовского и Речи Посполитой.

## Краткая генеалогическая справка
Первое упоминание представителей рода датировано 1524 годом в Привилее королевы Боны Сфорцы на владение землями вокруг околицы Плотница, Стахово, Рухча (ныне Беларусь, Брестская область, Столинский район), а позднее представители рода упоминаются в Переписях войска Великого Княжества Литовского от 1528 года и 1567 года и в различных Актах купли-продажи земель в ВКЛ, Речи Посполитой и после раздела Польши уже в Минской губернии (в Пинском уезде).

## Дворянство
27 декабря 1802 года Вабищевичи-Плотницкие, т.е потомки трёх родных братьев: Проня (Прохора), Гораина (Иеронима) и Иеремии, были признаны Минским дворянским депутатским собранием в качестве родовитой и древней польской шляхты и внесены в первую часть книги шляхты Минской губернии. На основании Указа Высочайшего Правительствующего Сената от 5 мая 1801 года род был признан в Российском дворянстве и внесен в 1-ю часть книги российского дворянства. Род имел герб «Juńczyk».
Ныне представители рода живут в Беларуси, Польше, Германии, России, США, Литве, Латвии, Эстонии, Украине, в Южной Америке.